# دان أ. بلاك
دان أ. بلاك (بالإنجليزية: Dan A. Black)‏ هو اقتصادي ومدرس أمريكي، ولد في 18 فبراير 1955.